# Rudolf Brüning
Rudolf Brüning (* 5. Januar 1878 in Gummersbach; † 28. Mai 1964 in Düsseldorf) war ein deutscher Architekt, Innenarchitekt, Möbelentwerfer und Maler.

## Leben

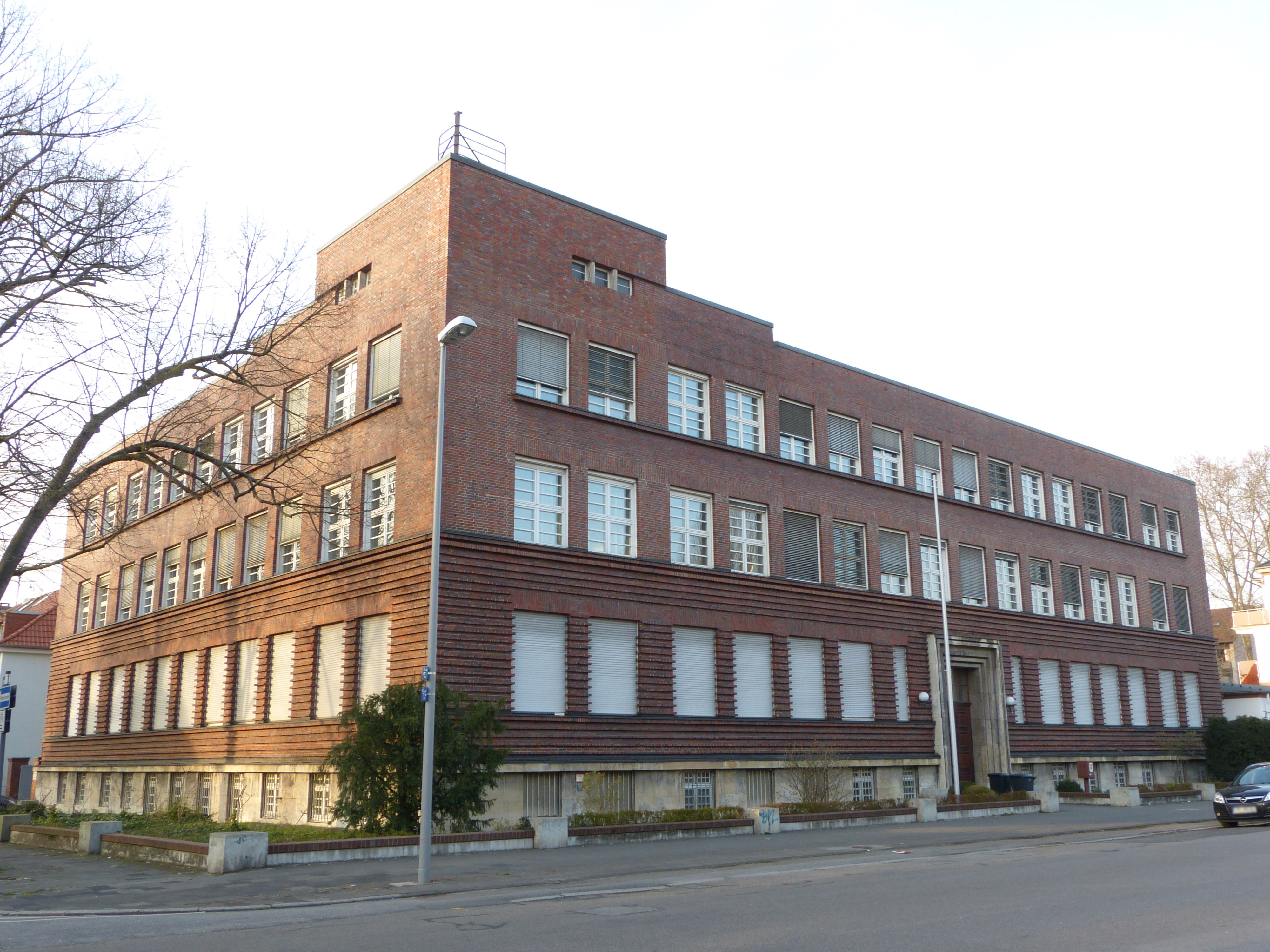
Ehemaliges Shell-Haus der Rhenania-Ossag in Ludwigshafen am Rhein, erbaut 1926/1927

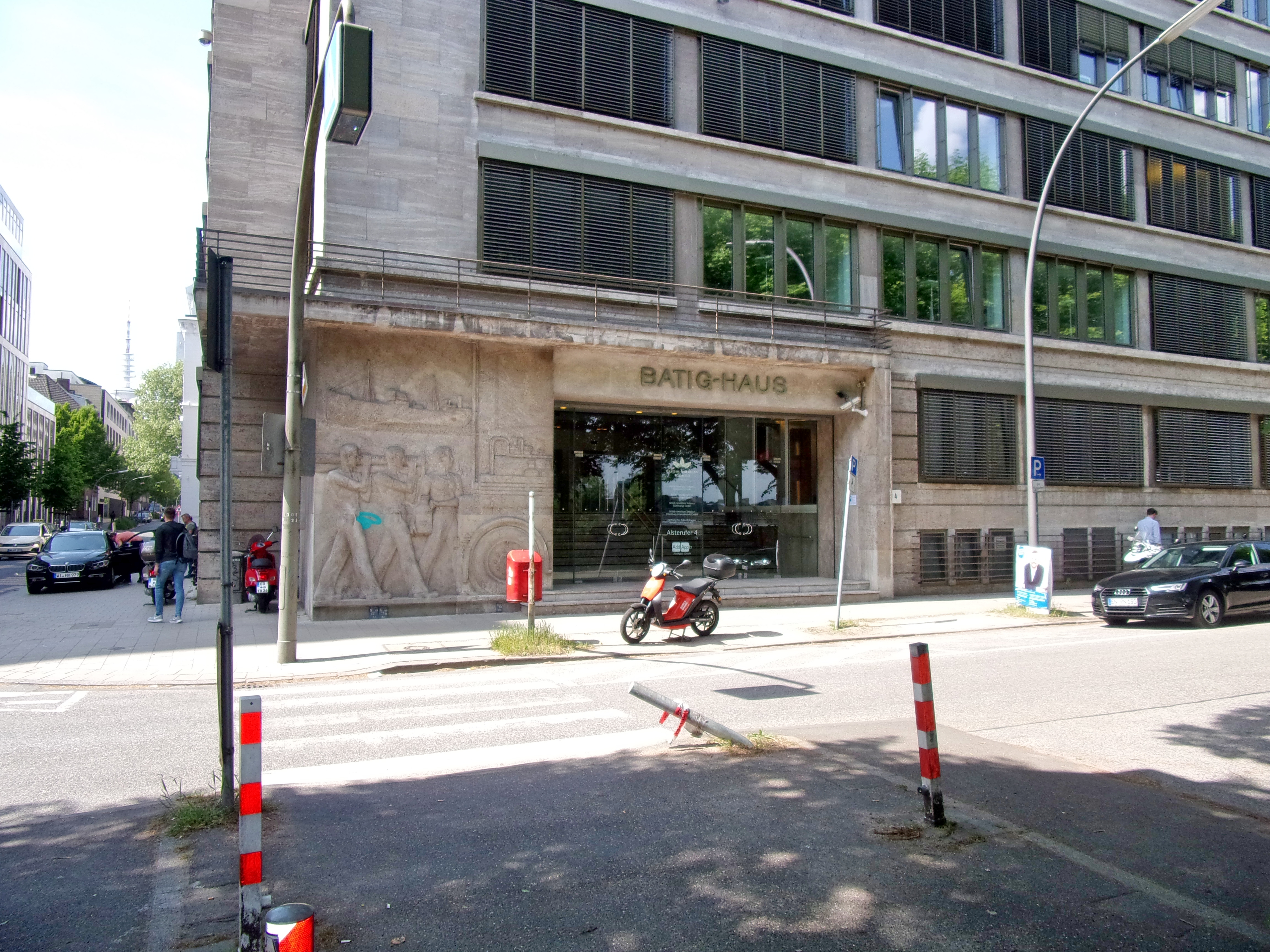
Eingangsbereich des ehemaligen Shell-Hauses der Rhenania-Ossag in Hamburg-Rotherbaum mit Monumentalrelief von Johannes Knubel, erbaut 1929–1931

Brüning studierte Architektur an der Technischen Universität München bei Martin Dülfer. 1902 ließ er sich in Düsseldorf nieder, wo er als Architekt, Innenarchitekt, Möbelentwerfer und Maler wirkte und dem Künstlerverein Malkasten angehörte. Außerdem war er Mitglied des Deutschen Werkbunds. Auf der Industrie- und Gewerbeausstellung Düsseldorf 1902 führte Brüning den Bau des Pavillons der Düsseldorfer Handwerkskammer aus. 1924/1925 hielt er sich in Chile auf. Mitte der 1920er Jahre beteiligte er sich am Kölner Hochhauswettbewerb.
Als Architekt baute er anfangs in einem historistischen, neoklassizistischen Stil (Haus Malkastenstraße 17, Düsseldorf, 1910/1911; Haus Pempelforter Straße 11, Düsseldorf, 1912), später waren seine Entwürfe vom Backsteinexpressionismus, Neuen Bauen und Neuer Sachlichkeit geprägt. In vielen seiner Bauprojekte kooperierte er mit bekannten und befreundeten Künstlern, etwa Jan Thorn Prikker, Johannes Knubel und Werner Peiner.
Brüning erhielt mehrere Bauaufträge des Mineralölunternehmens Rhenania-Ossag, mit dessen Firmenleitungsmitglied und späteren Generaldirektor Walter Kruspig er künstlerisch zusammenarbeitete. 1926/1927 erbaute er das Shell-Haus als Verwaltungsgebäude dieses Unternehmens in Ludwigshafen am Rhein, etwa gleichzeitig eine große Tankanlage mit Bürogebäude und Meisterwohnung für dasselbe Unternehmen. 1929–1931 errichtete er ein Shell-Haus als Verwaltungsgebäude der Rhenania-Ossag am Alsterufer 4–5 in Hamburg-Rotherbaum. Für die Treibstoffmarke Shell entwarf er auch Tankstellen.
Seinen Nachlass bewahrt das Archiv für Architektur und Ingenieurbaukunst NRW.

## Ausstellung
- Rudolf Brüning, Architekt, Düsseldorf, Ausstellung vom 5. bis 31. Juli 1931, Kunsthalle Düsseldorf